# Albetovirus
Genre
Espèces de rang inférieur
- Tobacco albetovirus 1 (espèce-type)
- Tobacco albetovirus 2
- Tobacco albetovirus 3

Albetovirus est un genre de virus qui infectent les plantes (phytovirus). Ce genre, non-rattaché à une famille, comprend trois espèces acceptées par l'ICTV.
Les trois espèces de virus incluses dans ce genre représentent des virus-satellites qui dépendent pour leur réplication de virus-assistants des genres Alphanecrovirus ou Betanecrovirus (famille des Tombusviridae),.

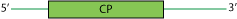
Carte triviale du génome du genre Albetovirus.

Les virus-satellites ont un génome constitué d'ARN monocaténaire linéaire de polarité positive, de taille similaire (1221 à 1245 nucléotides de long), qui présente un seul gène. Ils codent chacun pour une seule protéine qui est la protéine de capside.
Les virions, non enveloppés, de forme parasphériques à symétrie icosaédrique, ont un diamètre de 17 nm.  

## Étymologie
Le nom générique, « Albertovirus », est une combinaison de Al, pour Alphanecrovirus, be, pour Betanecrovirus et to pour tobacco.

## Liste d'espèces
Selon NCBI (15 janvier 2021) :
- Tobacco albetovirus 1
- Tobacco albetovirus 2
- Tobacco albetovirus 3